# Peucedanum pratense
Peucedanum pratense är en flockblommig växtart som beskrevs av Jean-Baptiste de Lamarck. Peucedanum pratense ingår i släktet siljor, och familjen flockblommiga växter. Inga underarter finns listade i Catalogue of Life.